# Allen Jones (Basketballspieler)
Allen Jones (* 30. November 1950) ist ein ehemaliger US-amerikanischer Basketballspieler.

## Werdegang
Jones spielte in seinem Heimatland zwei Jahre für die Mannschaft des Roanoke College im US-Bundesstaat Virginia. In dieser Zeit kam er auf 14,9 Punkte je Begegnung.
Er ging als Berufsbasketballspieler nach Frankreich, stand dort 1974/75 in Diensten des BC Nilvange. Zwischen 1975 und 1985 spielte der zwei Meter große Jones in Luxemburg für den BBC Amicale Steinsel. 1978 gewann er mit der Mannschaft die luxemburgische Meisterschaft sowie den Pokalwettbewerb. 1979/80 trat er mit Steinsel im Europapokal der Pokalsieger an.
Jones spielte in Luxemburg ebenfalls für den BBC Diekirch und den BBC US Heffingen. Beim BBC Gréngewald Hueschtert war er als Trainer beschäftigt.
Sein Sohn Christopher Jones war luxemburgischer Basketballnationalspieler.